# دوروثي دودسون
دوروثي دودسون (بالإنجليزية: Dorothy Dodson)‏ هي رامية القرص أمريكية، ولدت في 28 مارس 1919، وتوفيت في 24 يونيو 2003.

## وصلات خارجية
- دوروثي دودسون على موقع أوليمبيديا (الإنجليزية)